# ساندي براون (لاعب كرة قدم)
ساندي براون (بالإنجليزية: Sandy Brown)‏ هو لاعب كرة قدم بريطاني (وحمل سابقاً جنسية المملكة المتحدة لبريطانيا العظمى وأيرلندا) في مركز الهجوم، ولد في 7 أبريل 1879 في المملكة المتحدة، وتوفي في 6 مارس 1944 في نيوزيلندا. شارك مع منتخب اسكتلندا لكرة القدم. أما مع النوادي، فقد لعب مع بريستون نورث إيند وتوتنهام هوتسبير ونادي آير يونايتد ونادي بورتسموث ونادي كيترينغ تاون ونادي لوتون تاون ونادي ميدلزبره وSt Bernard's F.C. ‏ وNithsdale Wanderers F.C. ‏.

## وصلات خارجية
- ساندي براون على موقع الاتحاد الإسكتلندي (الإنجليزية)